# ФК Раднички Свилајнац
ФК Раднички је фудбалски клуб из Свилајнца, и тренутно се такмичи у Српској лиги Исток, трећем такмичарском нивоу српског фудбала. 